# 吳州 (承聖)
吳州，中国古代的州。

## 沿革
南朝梁承聖二年（553年），割江州之鄱陽郡置吳州，治鄱陽郡鄱陽縣（今江西省鄱陽縣），轄境相當於今江西省上饒市一帶。
南朝陳光大二年（568年），廢吳州，鄱陽郡還屬江州。太建十三年（581年），割江州之鄱陽郡復置吳州，後廢。

## 長官
梁吳州刺史（553年－557年）
- 蕭蕃（553年）
- 王質（553年－555年）[2]
- 羊亮（555年－？）[3]

陳吳州刺史（557年－568年）
- 沈恪（559年，未就任）
- 胡穎（559年，未就任）[4]
- 趙知禮（560年－561年）[5]
- 魯悉達（561年－562年）[6]
- 陳詳（562年）[7]
- 魯廣達（562年－567年）[8]